# Pittsburg (Texas)
Pittsburg ist die Bezirkshauptstadt und Sitz der Countyverwaltung (County Seat) des Camp County im US-Bundesstaat Texas in den Vereinigten Staaten. Das U.S. Census Bureau hat bei der Volkszählung 2020 eine Einwohnerzahl von 4335 ermittelt.

## Geographie
Die Stadt liegt im Nordosten von Texas an der Kreuzung des U.S. Highway 271 mit dem Highway 11, etwa 100 Kilometer südwestlich von Texarkana, ist jeweils rund 90 Kilometer entfernt von Oklahoma im Norden und Arkansas im Osten und hat eine Gesamtfläche von 8,7 km².

## Demografische Daten
Nach der Volkszählung im Jahr 2000 lebten hier 4.347 Menschen in 1.593 Haushalten und 1.056 Familien. Die Bevölkerungsdichte betrug 502,5 Einwohner pro km2. Ethnisch betrachtet setzte sich die Bevölkerung zusammen aus 54,50 % weißer Bevölkerung, 27,97 % Afroamerikanern, 0,30 % amerikanischen Ureinwohnern, 0,16 % Asiaten, 0,05 % Bewohnern aus dem pazifischen Inselraum und 15,76 % aus anderen ethnischen Gruppen. Etwa 1,27 % waren gemischter Abstammung und 23,86 % der Bevölkerung waren spanischer oder lateinamerikanischer Abstammung.
Von den 1.593 Haushalten hatten 34,5 % Kinder unter 18 Jahre, die im Haushalt lebten. 42,7 % davon waren verheiratete, zusammenlebende Paare. 19,3 % waren allein erziehende Mütter und 33,7 % waren keine Familien. 29,9 % aller Haushalte waren Singlehaushalte und in 15,7 % lebten Menschen, die 65 Jahre oder älter waren. Die Durchschnittshaushaltsgröße betrug 2,63 und die durchschnittliche Größe einer Familie belief sich auf 3,24 Personen.
30,0 % der Bevölkerung waren unter 18 Jahre alt, 9,5 % von 18 bis 24, 25,5 % von 25 bis 44, 17,9 % von 45 bis 64, und 17,0 % die 65 Jahre oder älter waren. Das Durchschnittsalter war 32 Jahre. Auf 100 weibliche Personen aller Altersgruppen kamen 87,5 männliche Personen. Auf 100 Frauen im Alter von 18 Jahren und darüber kamen 79,3 Männer.

Das jährliche Durchschnittseinkommen eines Haushalts betrug 24.789 USD, das Durchschnittseinkommen einer Familie 28.398 USD. Männer hatten ein Durchschnittseinkommen von 28.750 USD gegenüber den Frauen mit 20.042 USD. Das Prokopfeinkommen betrug 14.882 USD. 27,7 % der Bevölkerung und 23,8 % der Familien lebten unterhalb der Armutsgrenze. Davon waren 38,8 % Kinder und Jugendliche unter 18 Jahren und 14,1 % waren 65 oder älter.

## Söhne und Töchter der Stadt
- Vernon Isaac, Jazzmusiker und Bandleader
- Koe Wetzel (* 1992), Country-/Rocksänger
- Kendall Wright (* 1989), Footballspieler